# Archidiocèse d'Oklahoma City
L'archidiocèse d'Oklahoma City est une Église particulière des États-Unis. C'est l'un des deux diocèses catholiques de l'Oklahoma. Face aux diverses dénominations protestantes et aux autres religions, le catholicisme n'y représente qu'une toute petite minorité de la population (4,4%).

## Histoire

### Évangélisation bénédictine et préfecture apostolique des territoires indiens
L'évangélisation du Territoire de l'Oklahoma et des Territoires indiens remonte aux années 1870 : deux frères prêtres, Michael et Lawrence Smyth, quittent l'Arkansas et sillonnent l'Oklahoma. En 1872, Michael se fixe à Atoka, où il dessert les travailleurs du chemin de fer et les tribus indiennes.
En 1873, des moines bénédictins de l'abbaye de la Pierre-qui-Vire (Bourgogne) présents en Louisiane sont invités par Mgr Perché, archevêque de La Nouvelle-Orléans, et Mgr Fitzgerald, évêque de Little Rock (actuel Arkansas) dont le diocèse couvre les territoires indiens, à s'installer plus à l'Ouest. En octobre 1875, le père Isidore Robot et le frère Dominique Lambert s'installent dans la communauté d'Atoka, qui leur sert de camp de base pour leurs missions d'évangélisation et de recherche d'un lieu pour y fonder une abbaye.
La préfecture apostolique des territoires indiens est érigée le 14 mai 1876 à Oklahoma City: Isidore Robot est nommé préfet et abbé honoraire.
Le 13 mai 1876, ils fondent la Mission du Sacré Cœur, sur des terres offertes par la tribu indienne des Potéouatamis, dans l'actuel comté de Pottawatomie. Les bénédictins sont au nombre de 9 : les pères Isidore Robot, Felix de Grasse et Romuald Pouget, les frères (candidats au sacerdoce) Bernard Murphy, Benedict Shea, Adalbert Haffner etColumbus O'Loane, et les frères Dominique Lambert et Paul Baudoin. En 1880, les bénédictins ont construit une école mixte pour les Indiens, un atelier et un séminaire.
Le 15 février 1887, Isidore Robot meurt, après des tensions entre lui, la Curie romaine (en particulier la Congrégation pour la Propagande), la province de France de la Congrégation de Subiaco et l'archevêque de La Nouvelle-Orléans. Le père Ignace Jean, moine bénédictin de l'abbaye de Saint-Benoît-sur-Loire, est finalement nommé pour lui succéder, mais démissionne en 1890.

### De l'élan bénédictin à l'élan séculier

#### Grandeur et déclin de la mission bénédictine du Sacré Cœur
La communauté bénédictine continue de grandir. En 1892, une grande église est achevée. Finalement, en 1896, la mission devient une abbaye, et le père Félix est élu premier abbé. Néanmoins, les conditions de vie sont rudes pour ces moines-pionniers, et repoussent beaucoup de candidats à la tonsure,. Mais dans la nuit du 14 au 15 janvier 1901, les bâtiments sont détruits par le feu : les bâtiments sont reconstruits, mais la communauté se recentre plus près du chemin de fer. Le siège abbatial sera transféré à l'abbaye Saint-Grégoire de Shawnee en 1929, et le prieuré du Sacré Cœur fermera en 1955.

#### Le relais séculier: création du vicariat apostolique
Le 2 juin 1891, le Belge Theophile Meerschaert est nommé vicaire apostolique des Territoires indiens, un poste créé 3 jours plus tôt. D'abord basé à Guthrie, il s'installe rapidement à Oklahoma City. Sa mission est complexe: bien que la vie religieuse soit encore présente et riche (23 prêtres bénédictins), il ne dispose que de 3 prêtres diocésains pour desservir les 5000 catholiques d'un diocèse 6 fois plus grand que sa Belgique natale. Ces conditions de travail sont toujours difficiles : Mgr Meerschaert contractera la fièvre jaune (mais en guérira), et en 30 ans d'épiscopat, il n'ordonnera qu'une dizaine de nouveaux prêtres. Néanmoins, la communauté catholique grandit: il consacrera plus d'une centaine d'églises.

### Du diocèse à l'archidiocèse
Pour correspondre à cette croissance ainsi qu'à la future accession de l'Oklahoma au rang d'État de l'Union, le vicariat apostolique est transformé en diocèse d'Oklahoma le 23 août 1905 par le pape Pie X. Ce diocèse prend le nom des deux principales villes de l'État, Tulsa étant un important centre catholique, et devient diocèse d'Oklahoma City et Tulsa le 14 novembre 1930.
Enfin, le 13 décembre 1972, Paul VI décide de séparer les deux sièges. La partie orientale de l'État devient le diocèse de Tulsa, la partie occidentale reste le diocèse d'Oklahoma City mais est érigée en archidiocèse métropolitain, duquel dépendent les diocèses suffragants de Tulsa et de Little Rock.
Le bienheureux Stanley Rother (1935-1981), prêtre missionnaire et martyr au Guatemala, était prêtre du diocèse d'Oklahoma-Tulsa. Il a été béatifié le 23 février 2017 par le pape François.

## Territoire
Le territoire de l'archidiocèse s'étend sur les deux-tiers Ouest de l'Oklahoma. Il recouvre 46 comtés: Alfalfa, Beaver, Beckham, Blaine, Caddo, Canadian, Carter, Cimarron, Cleveland, Comanche, Cotton, Custer, Dewey, Ellis, Garfield, Garvin, Grady, Grant, Greer, Harmon, Harper, Jackson, Jefferson, Johnston, Kay, Kingfisher, Kiowa, Lincoln, Logan, Love, Major, Marshall, McClain, Murray, Noble, Oklahoma, Pontotoc, Pottawatomie, Roger Mills, Seminole, Stephens, Texas, Tillman, Washita, Woods, Woodward.
Les paroisses sont réparties administrativement dans 6 doyennés: Nord-Ouest, Centre-Ouest, Sud-Ouest, Nord-Est, Centre-Est et Sud-Est.
Le siège de l'archidiocèse est la cathédrale Notre-Dame-du-Perpétuel-Secours. Elle remplace en 1931 l'ancienne cathédrale Saint-Joseph, devenue trop petite. Cette dernière a été gravement endommagée lors de l'attentat de 1995.

## Province ecclésiastique
Jusqu'en 1972, le diocèse est sous l'autorité de l'archevêque de La Nouvelle-Orléans. En 1972, Oklahoma City devient le siège métropolitain de la nouvelle province ecclésiastique d'Oklahoma City, dont les diocèses suffragants sont le diocèse de Tulsa (est de l'Oklahoma) et Little Rock (tout l'Arkansas).